# 로지 미터마이어
로지 미터마이어(독일어: Rosi Mittermaier, 독일어 발음: [ˈʁozi ˈmɪtɐˌmaɪ̯ɐ] ( 듣기), 1950년 8월 5일~2023년 1월 4일)는 독일의 알파인 스키인이다. 본명은 로자 아나 카타리나 미터마이어노이로이터(독일어: Rosa Anna Katharina Mittermaier-Neureuther)이며 골트로지(독일어: Gold-Rosi)라는 별칭을 가지고 있었다. 올림픽에 3회 참가해 1976년 동계 올림픽에서 금메달 2개, 은메달 1개를 획득했고 1975-76 시즌 알파인 스키 월드컵에서 종합 우승 1위를 달성했다.
은퇴 후 스포츠 광고 제작자와 스포츠 논픽션 작가로 활동했으며 프란츠 베켄바워, 롤란트 마테스 등과 함께 2006년 독일 스포츠 명예의 전당에 헌액되었다.